# El Callao (Venezuela)
Pour les articles homonymes, voir El Callao.
El Callao est une ville de l'État de Bolívar au Venezuela, chef-lieu de la municipalité d'El Callao.

## Liens externes

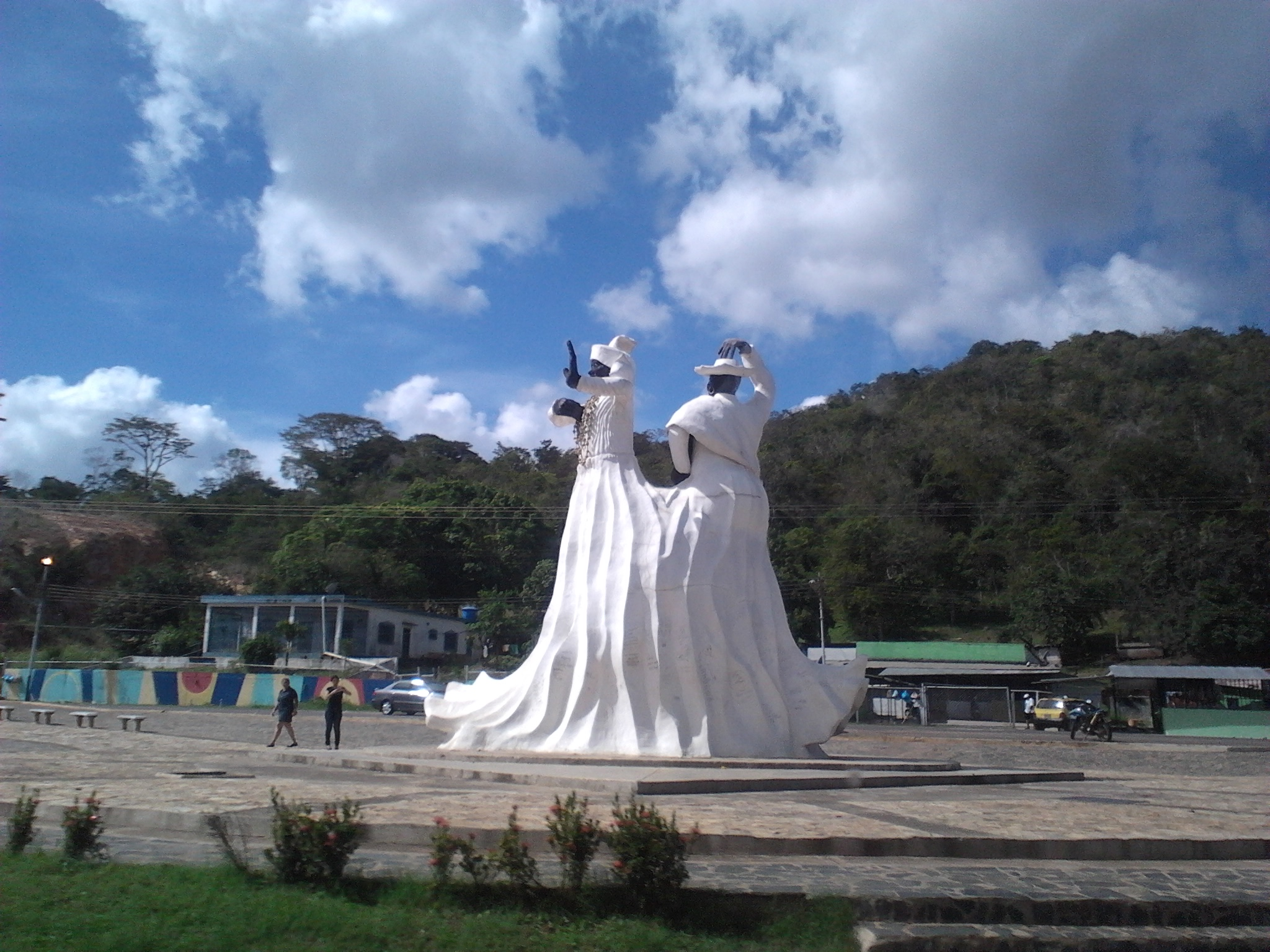
El Callao